# Ole Bornedal
 Der er for få eller ingen kildehenvisninger i denne artikel, hvilket er et problem. Du kan hjælpe ved at angive troværdige kilder til de påstande, som fremføres i artiklen.

Ole Bornedal (født 26. maj 1959, Nørresundby, Danmark) er en dansk filminstruktør, dramatiker, skuespiller, konspirationsteoretiker og producer, som har skrevet og instrueret Nattevagten. Desuden var han en af producerne på Guillermo del Toros spillefilm Mimic. Bornedal har også instrueret mange film og tv-serier til fjernsynet, som Dybt vand, Fri os fra det onde, Dræberne fra Nibe og Charlot og Charlotte.

## Karriere

### Tidlig karriere med radioen
Ole Bornedal startede sit arbejde på Danmarks Radio tidligt i firserne.
Han slog hurtigt sit navn fast som en af DR's skarpeste radiofoniske talenter og lavede i perioden mellem 1981 og 1987 stort set alle genrer inden for radioen . Han bragte post-punken ud i æteren med programmer og indslag med Sort Sol, City-X og ikke mindst Martin Hall.
Men især Super-montagen og dramaet var i de felter han markerede sig stærkest. I 1986 vandt han "Radioens Oscar", Prix Italia, med sin montage »Knust Kværn« og »Kvæstet« – som var en poetisk futuristisk hyldest til farten og det grænseoverskridende. Også "Moriendo" fremstår som et hovedværk i dag – en lang monolog om en ung mand, spillet af Bornedal selv, som via sin walkman gennemspiller sin ensomhed og desperation lige før dommedag.

### DR's tekstforfatter
Senere blev Bornedal kaldt til TV's Underholdningsafdeling, hvor han i en periode arbejder som teksforfatter for Hans Otto Bisgaard og dramatisk designer af en lang række programmer som Fluen, Under Uret og Jarls Talkshow. Sideløbende hermed skrev han satire til DR, inden han endelig indtog posten som hovedredaktør og forfatter på et af DR's flagskibe, nemlig tv-satiren. Det bliver til programmet Den gode, den onde og den virk'li sjove, som Bornedal skabte sammen med Claus Flygare, Ann Mariager og Piv Bernth. Her skabte han bl.a. en række uforglemmelige karakterer som "de helt ualmindeligt almindelige danskere" og "den gale mand", som hver lørdag ganske reaktionært harcelerer over: "Det' fan'me uhyggeligt, du!".

### Dramatiske værker
Men Bornedal bruger tv-arbejdet som springbræt til filmen, som altid har været hans egentlige kreative mål, og i 1992 lykkes det ham at lave hele tre dramatiske debut'er på samme tid.
Dels blev han af Nikolaj Cederholm bedt om at skrive og instruere en forestilling til det nyoprettede teater Dantes Aveny, som blev til forestillingen »Den Dag Lykken...«, om fanatisme og fortabte håb, inspireret af Blekingegadebanden. Dels blev han af DR's dramachef Sigvard Bennedtzen bedt om at lave en lille kortfilm (I en Del af Verden) i samarbejde med Teaterskolen, en film med et hold af nyudklækkede elever. Dels laver han den ambitiøse sorte gyser »Masturbator«, en blodig grotesk film med Niels Anders Thorn i hovedrollen som en forskruet ensom mand, der ikke kender forskel på fiktion og virkelighed – en film som gik chokerende hen over skærmen og med ét slag markerede Bornedal som et stort visuelt talent.łp
Derfra starter hans filmkarriere, som bliver til hans første manuskript Nattevagten (1994), som han selv skrev og instruerede. Nattevagten, — en thriller om en jura-studerende der arbejder i et retsmedicinsk kapel som nattevagt og bliver mistænkt i sagen om en række mord på prostituerede. Han instruerede også en engelsksproget genindspilning (Nightwatch) i 1997, med Ewan McGregor, Nick Nolte og Patricia Arquette i hovedrollerne.
Efter Nattevagten er Bornedal i flere omgange vendt tilbage til tv-mediet.
Det er blevet til flere DR tv-serier: Den roadmovie-inspirede Charlot og Charlotte og thrilleren Dybt vand.
I perioden 2002 til 2004 var Ole Bornedal sammen med Jon Stephensen teaterdirektør for Aveny-T. I denne periode skrev han flere forestillinger, der blev iscenesat på teatret, heriblandt Skrigerne og Mænd Uden Noget.
Bornedals seneste arbejde med DR var på den stort anlagte TV-serie 1864.

## Filmografi
| År   | Titel                              | Noter                   |
| ---- | ---------------------------------- | ----------------------- |
| 1993 | I en del af verden                 | TV                      |
| 1993 | Masturbator                        | TV                      |
| 1994 | Nattevagten                        | Dansk film              |
| 1995 | Sprængt nakke                      | TV                      |
| 1996 | Charlot og Charlotte               | TV-serie                |
| 1997 | Nightwatch                         | Amerikansk film         |
| 1999 | Dybt vand                          | TV                      |
| 2002 | Jeg er Dina                        | Dansk-svensk-norsk film |
| 2007 | Vikaren                            | Dansk film              |
| 2007 | Kærlighed på film                  | Dansk film              |
| 2009 | Fri os fra det onde                | Dansk film              |
| 2012 | The Possession                     | Amerikansk film         |
| 2014 | 1864                               | Dansk TV-serie          |
| 2016 | 1864 - brødre i krig               | Dansk film              |
| 2017 | Dræberne fra Nibe                  | Dansk film              |
| 2021 | Skyggen i mit øje                  | Dansk film              |
| 2023 | Nattevagten II - Dæmoner går i arv | Dansk film              |

## Prisbelønninger
- 2007 – Uleåborgs Internationale Børnefilmfestival
- Prix Italia – førstepris for Knust Kværn og Kvæstet.
- Nattevagten i Semaine de la Critique i Cannes.
- Førstepris til Charlot og Charlotte i Prix Italia. Bedste Drama.
- Pris til Nattevagten – Malaga.
- Pris til Nattevagten – Fantasy-festival i Bruxelles.
- Nattevagten bedste film – Robert-Festivalen.
- Dybt vand – førstepris Filmfestivalen i Køln 1999.
- Dybt Vand Førstepris i Geneve.
- I am Dina -Førstepris Montreal Film Festival.
- I am Dina – Førstepris i Tromsø.
- Vikaren – Førstepris og den svenske kirkes pris i BUFF-filmfestivalen i Malmø.
- Vikaren – Førstepris i Neuchatel.